# Ozeanien-Meisterschaften im Bahnradsport
Die Ozeanien-Meisterschaften im Bahnradsport werden jährlich vom Ozeanischen Radsportverband (OCC) ausgerichtet. Startberechtigt sind Athleten aller Mitgliedsverbände des OCC, in der Praxis nehmen jedoch fast nur Australien und Neuseeland daran teil.

## Ablauf
Die Meisterschaften finden jedes Jahr statt, in der Regel abwechselnd in Australien und Neuseeland, mit Wettbewerben für die Kategorien Elite und Junioren. Die ausgetragenen Disziplinen gleichen denen der Bahnradsport-Weltmeisterschaften.
Die Meisterschaften fanden traditionell gegen Jahresende statt. Von 2012 bis 2019 wurden sie jeweils für das Folgejahr gezählt, z. B. fand die Meisterschaft von 2013 tatsächlich Ende 2012 statt. Dies geschah in Anlehnung an den UCI-Kalender, in dem die Bahn-Saison jeweils von Anfang April bis Ende März lief; diese Praxis wurde Ende 2021 geändert. Zuvor waren die Meisterschaften 2021 aufgrund der Corona-Pandemie ausgefallen.

## Austragungen
Seit 2008 gab es folgende Austragungen:
- 2008:	 Adelaide (13.–15. November 2008)[3]
- 2009:	 Invercargill (11.–14. November 2009)[4]
- 2010:	 Adelaide (24.–27. November 2010)[5]
- 2011:	 Invercargill (21.–24. November 2011)[6]
- 2013:	 Adelaide (28. November–1. Dezember 2012)[1]
- 2014:	 Invercargill (19.–22. November 2013)[7]
- 2015:	 Adelaide (7.–11. Oktober 2014)[8]
- 2016:	 Invercargill (8.–11. Oktober 2015)[9]
- 2017:	 Melbourne (7.–10. Dezember 2016)[10]
- 2018:	 Cambridge (20.–23. November 2017)[11]
- 2019:	 Adelaide (10.–13. Oktober 2018)[12]
- 2020:	 Invercargill (16.–19. Oktober 2019)[13]
- 2022:  Brisbane (2.–5. April 2022)[14]
- 2023:  Brisbane (24.–28. März 2023)[15]
- 2024:  Cambridge (14.–18. Februar 2024)[16]
- 2025:  Brisbane (11.–15. Februar 2025)[17]

## Sieger
Die folgende Liste basiert auf den Ergebnissen, die in der UCI-Datenbank registriert sind, also seit 2008.

### Zeitfahren
| Saison | Frauen                                        | Männer                                        | Juniorinnen                                   | Junioren                                      |
| ------ | --------------------------------------------- | --------------------------------------------- | --------------------------------------------- | --------------------------------------------- |
| 2008   | nicht ausgetragen                             | Scott Sunderland                              | nicht ausgetragen                             | James Glasspool                               |
| 2009   | Annette Edmondson                             | Edward Dawkins                                | Henrietta Mitchell                            | Regan Sheath                                  |
| 2010   | Kaarle McCulloch                              | Scott Sunderland                              | Stephanie McKenzie                            | Zac Deller                                    |
| 2011   | Natasha Hansen                                | Simon van Velthooven                          | Paige Paterson                                | Dylan Kennett                                 |
| 2013   | Kaarle McCulloch                              | Edward Dawkins                                | Tian Beckett                                  | Zac Shaw                                      |
| 2014   | Anna Meares                                   | Simon van Velthooven                          | Olivia Podmore                                | Nick Kergozou                                 |
| 2015   | Katie Schofield                               | Matthew Archibald                             | Courtney Field                                | Cameron Scott                                 |
| 2016   | Kaarle McCulloch                              | Zac Williams                                  | Tahlay Christie                               | Bradly Knipe                                  |
| 2017   | Kaarle McCulloch                              | Zac Williams                                  | Ellesse Andrews                               | Kye Bonser                                    |
| 2018   | Kaarle McCulloch                              | Zac Williams                                  | Shaane Fulton                                 | Thomas Cornish                                |
| 2019   | Kaarle McCulloch                              | Cameron Scott                                 | Heather May                                   | Jaden Rollinson                               |
| 2020   | Olivia Podmore                                | Nick Kergozou                                 | Alessia McCaig                                | Reuben Webster                                |
| 2021   | keine Meisterschaften wegen Covid-19-Pandemie | keine Meisterschaften wegen Covid-19-Pandemie | keine Meisterschaften wegen Covid-19-Pandemie | keine Meisterschaften wegen Covid-19-Pandemie |
| 2022   | Kristina Clonan                               | Thomas Cornish                                | Tyler Puzicha                                 | Luke Blackwood                                |
| 2023   | Kristina Clonan                               | Matthew Glaetzer                              | Liliya Tatarinoff                             | Marshall Erwood                               |
| 2024   | Kristina Clonan                               | Thomas Cornish                                | Liliya Tatarinoff                             | Tayte Ryan                                    |
| 2025   | Ellesse Andrews                               | Thomas Cornish                                | Ella Liang                                    | Hunter Dalton                                 |

### Keirin
| Saison | Frauen                                        | Männer                                        | Juniorinnen                                   | Junioren                                      |
| ------ | --------------------------------------------- | --------------------------------------------- | --------------------------------------------- | --------------------------------------------- |
| 2008   | Natasha Hansen                                | Shane Perkins                                 | nicht ausgetragen                             | Maddison Hammond                              |
| 2009   | Emily Rosemond                                | Joel Leonard                                  | nicht ausgetragen                             | Matthew Glaetzer                              |
| 2010   | Anna Meares                                   | Jason Niblett                                 | nicht ausgetragen                             | Zac Deller                                    |
| 2011   | Natasha Hansen                                | Simon van Velthooven                          | nicht ausgetragen                             | Daniel Ellison                                |
| 2013   | Stephanie Morton                              | Matthew Glaetzer                              | nicht ausgetragen                             | Jay Castles                                   |
| 2014   | Anna Meares                                   | Matthew Glaetzer                              | Olivia Podmore                                | Max Housden                                   |
| 2015   | Stephanie Morton                              | Jacob Schmid                                  | Tahlay Christie                               | Derek Radzikiewicz                            |
| 2016   | Stephanie Morton                              | Matthew Glaetzer                              | Tahlay Christie                               | Bradly Knipe                                  |
| 2017   | Holly Takos                                   | Edward Dawkins                                | Brooklyn Vonderwall                           | Kye Bonser                                    |
| 2018   | Stephanie Morton                              | Jordan Castle                                 | Shaane Fulton                                 | Thomas Cornish                                |
| 2019   | Stephanie Morton                              | Matthew Glaetzer                              | Tyla Green                                    | Sam Gallagher                                 |
| 2020   | Ellesse Andrews                               | Sam Webster                                   | Jenna Borthwick                               | Daniel Barber                                 |
| 2021   | keine Meisterschaften wegen Covid-19-Pandemie | keine Meisterschaften wegen Covid-19-Pandemie | keine Meisterschaften wegen Covid-19-Pandemie | keine Meisterschaften wegen Covid-19-Pandemie |
| 2022   | Ellesse Andrews                               | Matthew Glaetzer                              | Meg Marker                                    | Ryan Elliott                                  |
| 2023   | Kristina Clonan                               | Matthew Richardson                            | Liliya Tatarinoff                             | Jaydan Stanton-Keir                           |
| 2024   | Kristina Clonan                               | Matthew Richardson                            | Caitlin Kelly                                 | Tayte Ryan                                    |
| 2025   | Ellesse Andrews                               | Sam Dakin                                     | Ebony Robinson                                | Mitchell Louie                                |

### Sprint
| Saison | Frauen                                        | Männer                                        | Juniorinnen                                   | Junioren                                      |
| ------ | --------------------------------------------- | --------------------------------------------- | --------------------------------------------- | --------------------------------------------- |
| 2008   | Kerrie Meares                                 | Daniel Ellis                                  | Annette Edmondson                             | Maddison Hammond                              |
| 2009   | Emily Rosemond                                | Daniel Ellis                                  | Stephanie McKenzie                            | Matthew Glaetzer                              |
| 2010   | Anna Meares                                   | Peter Lewis                                   | Stephanie McKenzie                            | Timothy McMillan                              |
| 2011   | Stephanie Morton                              | Sam Webster                                   | Paige Paterson                                | Alexander Radzikiewicz                        |
| 2013   | Kaarle McCulloch                              | Matthew Glaetzer                              | Tennille Falappi                              | Alexander Radzikiewicz                        |
| 2014   | Anna Meares                                   | Matthew Glaetzer                              | Olivia Podmore                                | Max Housden                                   |
| 2015   | Stephanie Morton                              | Matthew Glaetzer                              | Courtney Field                                | Derek Radzikiewicz                            |
| 2016   | Kaarle McCulloch                              | Matthew Glaetzer                              | Tahlay Christie                               | Bradly Knipe                                  |
| 2017   | Kaarle McCulloch                              | Sam Webster                                   | Brooklyn Vonderwall                           | Kye Bonser                                    |
| 2018   | Stephanie Morton                              | Sam Webster                                   | Shaane Fulton                                 | Leigh Hoffman                                 |
| 2019   | Stephanie Morton                              | Matthew Glaetzer                              | Heather May                                   | Sam Gallagher                                 |
| 2020   | Stephanie Morton                              | Sam Webster                                   | Kalinda Robinson                              | Daniel Barber                                 |
| 2021   | keine Meisterschaften wegen Covid-19-Pandemie | keine Meisterschaften wegen Covid-19-Pandemie | keine Meisterschaften wegen Covid-19-Pandemie | keine Meisterschaften wegen Covid-19-Pandemie |
| 2023   | Ellesse Andrews                               | Matthew Glaetzer                              | Emma Stevens                                  | Ryan Elliott                                  |
| 2023   | Ellesse Andrews                               | Matthew Richardson                            | Liliya Tatarinoff                             | Noah Mason                                    |
| 2024   | Kristina Clonan                               | Matthew Richardson                            | Liliya Tatarinoff                             | Tayte Ryan                                    |
| 2025   | Ellesse Andrews                               | Leigh Hoffman                                 | Ebony Robinson                                | Alex Schuler                                  |

### Teamsprint
| Saison | Frauen                                                  | Männer                                                            | Juniorinnen                                           | Junioren                                                              |
| ------ | ------------------------------------------------------- | ----------------------------------------------------------------- | ----------------------------------------------------- | --------------------------------------------------------------------- |
| 2008   | nicht ausgetragen                                       | nicht ausgetragen                                                 | nicht ausgetragen                                     | nicht ausgetragen                                                     |
| 2009   | Australien Annette Edmondson Emily Rosemond             | Neuseeland Andrew Williams Edward Dawkins Simon van Velthooven    | nicht ausgetragen                                     | Australien Jamie Green Matthew Glaetzer Jackson Law                   |
| 2010   | Australien Kaarle McCulloch Emily Rosemond              | Australien Daniel Ellis Jason Niblett Scott Sunderland            | nicht ausgetragen                                     | Australien Zac Deller Timothy McMillan Luke Zaccaria                  |
| 2011   | Neuseeland Katie Schofield Natasha Hansen               | Neuseeland Ethan Mitchell Sam Webster Simon van Velthooven        | nicht ausgetragen                                     | Australien Alexander Radzikiewicz Tirian McManus Matthew Beazley      |
| 2013   | Neuseeland Natasha Hansen Katie Schofield               | Australien Alex Bird Peter Lewis Matthew Glaetzer                 | nicht ausgetragen                                     | Australien Jai Angsuthasawit Patrick Constable Alexander Radzikiewicz |
| 2014   | Australien Kaarle McCulloch Stephanie Morton            | Neuseeland Matthew Archibald Sam Webster Edward Dawkins           | Neuseeland Olivia Podmore Kate Stewart                | Neuseeland Quinn Karwowski Michael Culling Nick Kergozou              |
| 2015   | Australien Kaarle McCulloch Stephanie Morton            | Neuseeland Matthew Archibald Edward Dawkins Sam Webster           | nicht ausgetragen                                     | Australien Derek Radzikiewicz Conor Rowley Cameron Scott              |
| 2016   | Australien Stephanie Morton Anna Meares                 | Neuseeland Edward Dawkins Sam Webster Ethan Mitchell              | Neuseeland Emma Cumming Ellesse Andrews               | nicht ausgetragen                                                     |
| 2017   | Australien Rikki Belder Courtney Field                  | Neuseeland Edward Dawkins Ethan Mitchell Sam Webster              | Australien Lara Tucker Rihana Pezaj                   | Australien Kai Chapman Thomas Cornish Julian Krohn                    |
| 2018   | Australien Kaarle McCulloch Stephanie Morton            | Neuseeland Edward Dawkins Ethan Mitchell Sam Webster              | Australien Skye Robson Rihana Pezaj                   | Australien Thomas Cornish Leigh Hoffman Brodie Aamodt                 |
| 2019   | Australien Kaarle McCulloch Stephanie Morton            | Neuseeland Ethan Mitchell Sam Webster Edward Dawkins              | Australien Heather May Eliza Bennett                  | Australien Carlos Carisimo John Trovas Sam Gallagher                  |
| 2020   | Australien Kaarle McCulloch Stephanie Morton            | Neuseeland Edward Dawkins Ethan Mitchell Sam Webster              | Australien Alessia McCaig Kalinda Robinson            | Neuseeland Hamish Coltman Sebastian Lipp Kaio Lart                    |
| 2021   | keine Meisterschaften wegen Covid-19-Pandemie           | keine Meisterschaften wegen Covid-19-Pandemie                     | keine Meisterschaften wegen Covid-19-Pandemie         | keine Meisterschaften wegen Covid-19-Pandemie                         |
| 2022   | Neuseeland Ellesse Andrews Olivia King Rebecca Petch    | Australien Thomas Cornish Matthew Richardson Matthew Glaetzer     | Australien Emma Stevens Tyler Puzicha Lily Stratford  | Australien Jaydan Stanton-Keir Maxwell Liebeknecht Ryan Elliott       |
| 2023   | Australien Kristina Clonan Alessia McCaig Molly McGill  | Australien Leigh Hoffman Nathan Hart Matthew Richardson           | Neuseeland Meghan Baker Jodie Blackwood Caitlin Kelly | Australien Noah Mason Jaydan Stanton-Keir Xavier Bland                |
| 2024   | Australien Alessia McCaig Molly McGill Kalinda Robinson | Australien Daniel Barber Byron Davies Ryan Elliott                | Neuseeland Zadie Scott Jodie Blackwood Caitlin Kelly  | Australien Xavier Bland Tayte Ryan Noah Mason                         |
| 2025   | Neuseeland Olivia King Shaane Fulton Ellesse Andrews    | Australien Ryan Elliot Thomas Cornish Daniel Barber Leigh Hoffman | Australien Emily Watch Ebony Robinson Natasha Sitsky  | Neuseeland Benjamin Murphy Alex Schuler Flynn Underwood               |

### Einerverfolgung
| Saison | Frauen                                        | Männer                                        | Juniorinnen                                   | Junioren                                      |
| ------ | --------------------------------------------- | --------------------------------------------- | --------------------------------------------- | --------------------------------------------- |
| 2008   | Josephine Tomic                               | Jack Bobridge                                 | Megan Dunn                                    | Dale Parker                                   |
| 2009   | Alison Shanks                                 | Jesse Sergent                                 | Georgia Williams                              | Jackson Law                                   |
| 2010   | Jaime Nielsen                                 | Michael Hepburn                               | Georgia Baker                                 | Alexander Edmondson                           |
| 2011   | Alison Shanks                                 | Jesse Sergent                                 | Georgina Wilson                               | Dylan Kennett                                 |
| 2013   | Ashlee Ankudinoff                             | Alexander Morgan                              | Kelsey Robson                                 | Jack Edwards                                  |
| 2014   | Lauren Ellis                                  | Marc Ryan                                     | Holly White                                   | Rohan Wight                                   |
| 2015   | Annette Edmondson                             | Daniel Fitter                                 | Danielle McKinnirey                           | Rohan Wight                                   |
| 2016   | Georgia Baker                                 | Hayden Roulston                               | Chloe Heffernan                               | Connor Brown                                  |
| 2017   | Ashlee Ankudinoff                             | Dylan Kennett                                 | Emily Shearman                                | Tyler Lindorff                                |
| 2018   | Kirstie James                                 | Jordan Kerby                                  | Ally Wollaston                                | Corbin Strong                                 |
| 2019   | Ellesse Andrews                               | Conor Leahy                                   | Lauren Robards                                | Laurence Pithie                               |
| 2020   | Kirstie James                                 | Conor Leahy                                   | Jenna Borthwick                               | Jack Carswell                                 |
| 2021   | keine Meisterschaften wegen Covid-19-Pandemie | keine Meisterschaften wegen Covid-19-Pandemie | keine Meisterschaften wegen Covid-19-Pandemie | keine Meisterschaften wegen Covid-19-Pandemie |
| 2022   | Bryony Botha                                  | Aaron Gate                                    | Sophie Marr                                   | Cameron Rogers                                |
| 2023   | Bryony Botha                                  | James Moriarty                                | Felicity Wilson-Haffenden                     | Noah Blannin                                  |
| 2024   | Bryony Botha                                  | Aaron Gate                                    | Lilyth Jones                                  | Oscar Gallagher                               |
| 2025   | Bryony Botha                                  | Thomas Sexton                                 | Amelie Sanders                                | Alexander Hewes                               |

### Mannschaftsverfolgung
| Saison | Frauen                                                                                  | Männer                                                                    | Juniorinnen                                                                             | Junioren                                                                             |
| ------ | --------------------------------------------------------------------------------------- | ------------------------------------------------------------------------- | --------------------------------------------------------------------------------------- | ------------------------------------------------------------------------------------ |
| 2008   | nicht ausgetragen                                                                       | nicht ausgetragen                                                         | nicht ausgetragen                                                                       | nicht ausgetragen                                                                    |
| 2009   | Neuseeland Kaytee Boyd Rushlee Buchanan Lauren Ellis                                    | Neuseeland Peter Latham Sam Bewley Marc Ryan Westley Gough                | nicht ausgetragen                                                                       | Australien Matthew Glaetzer Jackson Law Alexander Edmondson Jack Bennett             |
| 2010   | Australien Katherine Bates Sarah Kent Josephine Tomic                                   | Australien Jack Bobridge Michael Hepburn Leigh Howard Cameron Meyer       | nicht ausgetragen                                                                       | Australien Mitch Bensen Alexander Edmondson Evan Hull Alexander Morgan               |
| 2011   | Neuseeland Alison Shanks Lauren Ellis Jaime Nielsen                                     | Neuseeland Marc Ryan Sam Bewley Aaron Gate Jesse Sergent                  | nicht ausgetragen                                                                       | Neuseeland Hayden McCormick Tom Beadle Kristoff Ford Dylan Kennett                   |
| 2013   | Australien Ashlee Ankudinoff Annette Edmondson Isabella King                            | Australien Alexander Morgan Miles Scotson Mitchell Mulhern Luke Davison   | nicht ausgetragen                                                                       | Australien Jack Edwards Zac Shaw Callum Scotson Joshua Harrison                      |
| 2014   | Neuseeland Lauren Ellis Jaime Nielsen Rushlee Buchanan Georgia Williams                 | Neuseeland Dylan Kennett Pieter Bulling Marc Ryan Aaron Gate              | Neuseeland Laura Heywood Frances Smith Holly Edmondston Maxyna Cottam                   | Australien Matthew Jackson Alex Rendell Alexander Porter Rohan Wight                 |
| 2015   | Neuseeland Lauren Ellis Jaime Nielsen Racquel Sheath Georgia Williams                   | Australien Daniel Fitter Tirian McManus Callum Scotson Sam Welsford       | nicht ausgetragen                                                                       | Australien Thomas McDonald James Robinson James Tickner Rohan Wight                  |
| 2016   | Neuseeland Holly Edmondston Kirstie James Alysha Keith Elizabeth Steel                  | Neuseeland Aaron Gate Hayden Roulston Luke Mudgway Nick Kergozou          | nicht ausgetragen                                                                       | Neuseeland Thomas Sexton Connor Brown Hugo Jones Joshua Scott                        |
| 2017   | Australien Ashlee Ankudinoff Annette Edmondson Amy Cure Alexandra Manly                 | Australien Kelland O’Brien Alexander Porter Sam Welsford Callum Scotson   | Neuseeland Ellesse Andrews Emily Shearman Nicole Shields Kate Smith                     | Australien Jarrad Drizners Braden O’Shea Riley Hart Tyler Lindorff                   |
| 2018   | Neuseeland Bryony Botha Rushlee Buchanan Racquel Sheath Michaela Drummond               | Australien Leigh Howard Jordan Kerby Nicholas Yallouris Kelland O’Brien   | Neuseeland McKenzie Milne Eva Parkinson Ally Wollaston Samantha Donnelly                | Australien Matthew Rice Tom Lynch Zachary Marshall Daniel Gandy                      |
| 2019   | Australien Georgia Baker Kristina Clonan Macey Stewart Ashlee Ankudinoff                | Neuseeland Aaron Wyllie Thomas Sexton Sam Dobbs Harry Waine               | Australien Ashlee Jones Lauren Robards Tahlia Dole                                      | Australien Bill Simpson Graeme Frislie Kael Thomas Oliver Bleddyn                    |
| 2020   | Neuseeland Jessie Hodges Kirstie James Emily Shearman Nicole Shields                    | Australien Lucas Plapp Godfrey Slattery Josh Duffy Conor Leahy            | Neuseeland Charlotte Spurway Natalie Green Prudence Fowler Jenna Borthwick              | Australien Oliver Bleddyn Alastair Mackellar Angus Miller Dalton Stretton            |
| 2021   | keine Meisterschaften wegen Covid-19-Pandemie                                           | keine Meisterschaften wegen Covid-19-Pandemie                             | keine Meisterschaften wegen Covid-19-Pandemie                                           | keine Meisterschaften wegen Covid-19-Pandemie                                        |
| 2022   | Neuseeland Prudence Fowler Bryony Botha Ally Wollaston Ella Wyllie                      | Australien Graeme Frislie Conor Leahy James Moriarty Josh Duffy           | Australien Sophie Sutton Meg Marker Keira Will Summer Nordmeyer                         | Australien Leo Zimmermann Dylan Proctor-Parker Noah Blannin Tarun Cook               |
| 2023   | Australien Claudia Marcks Alli Anderson Sophie Edwards Chloe Moran                      | Australien Blake Agnoletto Oliver Bleddyn Josh Duffy Conor Leahy          | Australien Lauren Bates Felicity Wilson-Haffenden Keira Will Nicole Duncan Sally Carter | Australien Oscar Gallagher Alex Eaves Hayden Van Der Ploeg Noah Blannin Ben Anderson |
| 2024   | Neuseeland Bryony Botha Michaela Drummond Emily Shearman Ally Wollaston Nicole Shields  | Neuseeland Daniel Bridgwater Keegan Hornblow George Jackson Thomas Sexton | Neuseeland Sienna Lushkott Sophie Maxwell Mya Wolfenden Elena Worrall                   | Neuseeland Hunter Dalton Matthew Davidson Magnus Jamieson Daniel Morton              |
| 2025   | Neuseeland Emily Shearman Samantha Donnelly Prudence Fowler Rylee McMullen Bryony Botha | Australien Cameron Scott Declan Trezise Liam Walsh Oscar Gallagher        | Australien Leani van der Berg Ava Schmidtke Madeleine Wasserbaech Anna Dubier           | Australien Zachary Douglas-Savage Lachlan Walters Jonas Shelverton Samuel Washington |

### Punktefahren
| Saison | Frauen                                        | Männer                                        | Juniorinnen                                   | Junioren                                      |
| ------ | --------------------------------------------- | --------------------------------------------- | --------------------------------------------- | --------------------------------------------- |
| 2008   | Ashlee Ankudinoff                             | Cameron Meyer                                 | Megan Dunn                                    | Alex Carver                                   |
| 2009   | Joanne Kiesanowski                            | Sam Bewley                                    | nicht ausgetragen                             | Alexander Edmondson                           |
| 2010   | Megan Dunn                                    | Jordan Kerby                                  | nicht ausgetragen                             | Pieter Bulling                                |
| 2011   | Rushlee Buchanan                              | Thomas Scully                                 | nicht ausgetragen                             | Hayden McCormick                              |
| 2013   | Ashlee Ankudinoff                             | Hayden McCormick                              | Elissa Wundersitz                             | Jack Edwards                                  |
| 2014   | Annette Edmondson                             | Thomas Scully                                 | Bryony Botha                                  | Alex Rendell                                  |
| 2015   | Lauren Ellis                                  | Aaron Gate                                    | Danielle McKinnirey                           | Ryan Schilt                                   |
| 2016   | Macey Stewart                                 | Aaron Gate                                    | Emily Shearman                                | Joshua Toovey                                 |
| 2017   | Georgia Baker                                 | Sam Welsford                                  | Ellesse Andrews                               | Stephen Cuff                                  |
| 2018   | Kirstie James                                 | Joshua Harrison                               | Ally Wollaston                                | George Jackson                                |
| 2019   | Ashlee Ankudinoff                             | Kelland O’Brien                               | Ella Sibley                                   | Kurt Eather                                   |
| 2020   | Amy Cure                                      | Corbin Strong                                 | Katarina Chung-Orr                            | Ryan Macleod                                  |
| 2021   | keine Meisterschaften wegen Covid-19-Pandemie | keine Meisterschaften wegen Covid-19-Pandemie | keine Meisterschaften wegen Covid-19-Pandemie | keine Meisterschaften wegen Covid-19-Pandemie |
| 2022   | Chloe Moran                                   | Aaron Gate                                    | Meg Marker                                    | Lewis Johnston                                |
| 2023   | Chloe Moran                                   | George Jackson                                | Lauren Bates                                  | James Gardner                                 |
| 2024   | Ally Wollaston                                | Aaron Gate                                    | Mya Wolfenden                                 | Daniel Morton                                 |
| 2025   | Rylee McMullen                                | Thomas Sexton                                 | Anna Dubier                                   | Samuel Washington                             |

### Scratch
| Saison | Frauen                                        | Männer                                        | Juniorinnen                                   | Junioren                                      |
| ------ | --------------------------------------------- | --------------------------------------------- | --------------------------------------------- | --------------------------------------------- |
| 2008   | Laura McCaughey                               | Jason Christie                                | Megan Dunn                                    | Scott Law                                     |
| 2009   | Joanne Kiesanowski                            | Scott Law                                     | nicht ausgetragen                             | Jackson Law                                   |
| 2010   | Katherine Bates                               | Leigh Howard                                  | Taylah Jennings                               | George Tansley                                |
| 2011   | Ashlee Ankudinoff                             | Myron Simpson                                 | Racquel Sheath                                | Dylan Kennett                                 |
| 2013   | Ashlee Ankudinoff                             | Dylan Kennett                                 | Alice Hay                                     | Regan Gough                                   |
| 2014   | Rushlee Buchanan                              | Dylan Kennett                                 | Maxyna Cottam                                 | Alexander Porter                              |
| 2015   | Ashlee Ankudinoff                             | Scott Law                                     | Michaela Drummond                             | Campbell Stewart                              |
| 2016   | Lauren Perry                                  | Luke Mudgway                                  | Ellesse Andrews                               | Carne Groube                                  |
| 2017   | Michaela Drummond                             | Alexander Porter                              | Jade Haines                                   | Stephen Cuff                                  |
| 2018   | Bryony Botha                                  | Joshua Harrison                               | McKenzie Milne                                | Finn Fisher-Black                             |
| 2019   | Ashlee Ankudinoff                             | Sam Welsford                                  | Elizabeth Nuspan                              | Kurt Eather                                   |
| 2020   | Maeve Plouffe                                 | Jordan Kerby                                  | Kalinda Robinson                              | Laurence Pithie                               |
| 2021   | keine Meisterschaften wegen Covid-19-Pandemie | keine Meisterschaften wegen Covid-19-Pandemie | keine Meisterschaften wegen Covid-19-Pandemie | keine Meisterschaften wegen Covid-19-Pandemie |
| 2022   | Ally Wollaston                                | Aaron Gate                                    | Lucy Stewart                                  | Tarun Cook                                    |
| 2023   | Chloe Moran                                   | Josh Duffy                                    | Lilyth Jones                                  | Marshall Erwood                               |
| 2024   | Ally Wollaston                                | Kelland O’Brien                               | Ella Liang                                    | Oscar Gallagher                               |
| 2025   | Mckenzie Milne                                | Keegan Hornblow                               | Amelie Sanders                                | Lachlan Walters                               |

### Madison
| Saison | Frauen                                        | Männer                                        | Juniorinnen                                   | Junioren                                      |
| ------ | --------------------------------------------- | --------------------------------------------- | --------------------------------------------- | --------------------------------------------- |
| 2008   | nicht ausgetragen                             | nicht ausgetragen                             | nicht ausgetragen                             | nicht ausgetragen                             |
| 2009   | nicht ausgetragen                             | Neuseeland Thomas Scully Jesse Sergent        | nicht ausgetragen                             | nicht ausgetragen                             |
| 2010   | nicht ausgetragen                             | Australien Leigh Howard Cameron Meyer         | nicht ausgetragen                             | nicht ausgetragen                             |
| 2011   | nicht ausgetragen                             | Neuseeland Thomas Scully Jason Allen          | nicht ausgetragen                             | nicht ausgetragen                             |
| 2013   | nicht ausgetragen                             | Australien Luke Davison Alexander Edmondson   | nicht ausgetragen                             | nicht ausgetragen                             |
| 2014   | nicht ausgetragen                             | Australien Miles Scotson Joshua Harrison      | nicht ausgetragen                             | nicht ausgetragen                             |
| 2015   | nicht ausgetragen                             | Australien Scott Law Sam Welsford             | nicht ausgetragen                             | nicht ausgetragen                             |
| 2016   | nicht ausgetragen                             | Neuseeland Cameron Karwowski Nick Kergozou    | nicht ausgetragen                             | nicht ausgetragen                             |
| 2017   | Australien Annette Edmondson Amy Cure         | Australien Kelland O’Brien Callum Scotson     | nicht ausgetragen                             | nicht ausgetragen                             |
| 2018   | Australien Kristina Clonan Macey Stewart      | Neuseeland Campbell Stewart Thomas Sexton     | Neuseeland McKenzie Milne Emily Paterson      | Neuseeland George Jackson Corbin Strong       |
| 2019   | Australien Macey Stewart Georgia Baker        | Australien Cameron Scott Alexander Porter     | Australien Ashlee Jones Lauren Robards        | Australien Graeme Frislie Oliver Bleddyn      |
| 2020   | Australien Alexandra Manly Amy Cure           | Australien Kelland O’Brien Sam Welsford       | Neuseeland Charlotte Spurway Jenna Borthwick  | Neuseeland Michiel Van Heyningen Ryan Macleod |
| 2021   | keine Meisterschaften wegen Covid-19-Pandemie | keine Meisterschaften wegen Covid-19-Pandemie | keine Meisterschaften wegen Covid-19-Pandemie | keine Meisterschaften wegen Covid-19-Pandemie |
| 2022   | Neuseeland Bryony Botha Ally Wollaston        | Australien Conor Leahy Josh Duffy             | Australien Meg Marker Keira Will              | Neuseeland Joel Douglas Edward Pawson         |
| 2023   | Neuseeland Bryony Botha Samantha Donnelly     | Neuseeland Thomas Sexton George Jackson       | Australien Nicole Duncan Keira Will           | Neuseeland Marshall Erwood Maui Morrison      |
| 2024   | Neuseeland Bryony Botha Michaela Drummond     | Neuseeland Aaron Gate Thomas Sexton           | Australien Hayley Dell Lilyth Jones           | Neuseeland Daniel Morton Bernard Pawson       |
| 2025   | Neuseeland Bryony Botha Samantha Donnelly     | Neuseeland Thomas Sexton Campbell Stewart     | Australien Amelie Sanders Leani van der Berg  | Australien Alexander Hewes Toby Jones         |

### Omnium
| Saison | Frauen                                        | Männer                                        | Juniorinnen                                   | Junioren                                      |
| ------ | --------------------------------------------- | --------------------------------------------- | --------------------------------------------- | --------------------------------------------- |
| 2008   | nicht ausgetragen                             | nicht ausgetragen                             | nicht ausgetragen                             | nicht ausgetragen                             |
| 2009   | nicht ausgetragen                             | nicht ausgetragen                             | nicht ausgetragen                             | nicht ausgetragen                             |
| 2010   | Melissa Hoskins                               | Shane Archbold                                | nicht ausgetragen                             | Mitch Bensen                                  |
| 2011   | Ashlee Ankudinoff                             | Shane Archbold                                | nicht ausgetragen                             | Caleb Ewan                                    |
| 2013   | Annette Edmondson                             | Luke Davison                                  | Josie Talbot                                  | Joshua Harrison                               |
| 2014   | Annette Edmondson                             | Luke Davison                                  | nicht ausgetragen                             | Matthew Jackson                               |
| 2015   | Annette Edmondson                             | Scott Law                                     | Michaela Drummond                             | Campbell Stewart                              |
| 2016   | Georgia Baker                                 | Sam Welsford                                  | Emily Shearman                                | Ryan Schilt                                   |
| 2017   | Amy Cure                                      | Aaron Gate                                    | Jade Haines                                   | Riley Hart                                    |
| 2018   | Racquel Sheath                                | Joshua Harrison                               | Jenna Merrick                                 | Corbin Strong                                 |
| 2019   | Georgia Baker                                 | Sam Welsford                                  | Ella Sibley                                   | Bill Simpson                                  |
| 2020   | Amy Cure                                      | Sam Welsford                                  | Rhylee Akeroyd                                | Laurence Pithie                               |
| 2021   | keine Meisterschaften wegen Covid-19-Pandemie | keine Meisterschaften wegen Covid-19-Pandemie | keine Meisterschaften wegen Covid-19-Pandemie | keine Meisterschaften wegen Covid-19-Pandemie |
| 2022   | Ally Wollaston                                | Aaron Gate                                    | Meg Marker                                    | Joel Douglas                                  |
| 2023   | Chloe Moran                                   | John Carter                                   | Keira Will                                    | Austin Norwell                                |
| 2024   | Ally Wollaston                                | Aaron Gate                                    | Elena Worrall                                 | Matthew Davidson                              |
| 2025   | Emily Shearman                                | Campbell Stewart                              | Amelie Sanders                                | Alexander Hewes                               |

### Ausscheidungsfahren
| Saison    | Frauen                                        | Männer                                        | Juniorinnen                                   | Junioren                                      |
| --------- | --------------------------------------------- | --------------------------------------------- | --------------------------------------------- | --------------------------------------------- |
| 2008–2020 | nicht ausgetragen                             | nicht ausgetragen                             | nicht ausgetragen                             | nicht ausgetragen                             |
| 2021      | keine Meisterschaften wegen Covid-19-Pandemie | keine Meisterschaften wegen Covid-19-Pandemie | keine Meisterschaften wegen Covid-19-Pandemie | keine Meisterschaften wegen Covid-19-Pandemie |
| 2022      | Chloe Moran                                   | Graeme Frislie                                | nicht ausgetragen                             | nicht ausgetragen                             |
| 2023      | Rylee McMullen                                | Daniel Bridgwater                             | Belinda Bailey                                | Oscar Gallagher                               |
| 2024      | Ally Wollaston                                | Aaron Gate                                    | Lilyth Jones                                  | Magnus Jamieson                               |
| 2025      | Samantha Donnelly                             | Blake Agnoletto                               | Amelie Sanders                                | Alexander Hewes                               |